# Хімія нафти
Хімія нафти — розділ хімії, зокрема органічної хімії, у якому вивчаються склад, будова і властивості нафти та її компонентів, залежність властивостей нафти від її складу і будови, умови і шляхи її перетворення і переробки.

## Склад нафти
Нафта це дисперсна система із складною внутрішньою організацією, суміш низько- і високомолекулярних вуглеводневих і невуглеводневих сполук, яка здатна змінюватися під діянням зовнішніх чинників. У її складі виявлено сотні вуглеводнів різної будови, безліч гетеро- органічних сполук.
Нафта — це суміш різних вуглеводневих і не вуглеводневих (гетероатомних) сполук.
Склад кожної нафти представлений декількома серіями гомологічних рядів, а кожний ряд — декількома групами ізомерів. Перші члени гомологічних рядів завжди знаходяться в менших концентраціях, ніж вищі гомологи, а в деяких нафтах ці перші члени можуть бути відсутніми.
Основну масу нафти складають вуглеводні трьох гомологічних рядів — алкани (парафінові чи метанові вуглеводні), циклоалкани (нафтенові вуглеводні) і арени (ароматичні вуглеводні).
Співвідношення цих класів сполук у нафтах може бути різним, найбільш широко представлені вуглеводні змішаної (гібридної) будови (таблиця). Алкени і алкадієни, як правило, у нафтах не містяться, хоч у дуже рідких випадках присутність їх було виявлено.
| Група                                | Ряди                                                          |
| Вуглеводні                           |                                                               |
| Алкани                               | СnH2n+2                                                       |
| Циклоалкани                          |                                                               |
| моноциклічні                         | СnH2n                                                         |
| поліциклічні                         | СnH2n-p (p = 2, 4, 6, 8, 10)                                  |
| Арени                                |                                                               |
| моноциклічні                         | СnH2n-6                                                       |
| поліциклічні                         | СnH2n-p (p = 12, 14, 18, 20, 24, 30, 36)                      |
| Циклоалкано-арени                    | СnH2n-p (p = 8, 10, 12, 14, 16, 18, 20, 22)                   |
| Сірковмісні сполуки                  |                                                               |
| Насичені                             |                                                               |
| ациклічні                            | СnH2n+2S                                                      |
| циклічні                             | СnH2n-p (p = 0, 2, 4, 6)                                      |
| Тіофенові                            | СnH2n-4S                                                      |
| Тіофено-циклоалкано-аренові          | СnH2n-pS (p = 6, 8, 10, 14, 16, 18, 22, 24, 2, 28, 30, 32)    |
| Азотовмісні сполуки                  |                                                               |
| Насичені ациклічні                   | СnH2n+2N                                                      |
| Гетероциклічні (піридини і хіноліни) | СnH2n-pN (p = 5, 11)                                          |
| Циклоалкано-аренові                  | СnH2n-pN (p = 7, 11, 13, 17)                                  |
| Карбонові кислоти                    |                                                               |
| Ациклічні                            | СnH2n+1COOH                                                   |
| Циклоалканові                        | СnH2n-pCOOH (p = 1, 3, 5)                                     |
| Циклоалкано-аренові                  | СnH2n-pCOOH (p = 7, 9, 11, 13, 15, 17, 19, 1, 23, 25, 27, 29) |

### Алкани
Парафінові вуглеводні (інші назви — метанові, алкани) мають загальну формулу CnH2n+2, де n — кількість атомів вуглецю. Чотири перших представники цього ряду (метан, етан, пропан і бутан) у нормальних умовах є газами, вуглеводні, які мають від 5 до 15 атомів вуглецю, — рідинами; а більш високомолекулярні — твердими тілами. Алкани можуть мати нормальну будову у вигляді нерозгалуженого ланцюга, або ізомеричну будову-у вигляді розгалуженого ланцюга.
Алкани від С5 до С9, які входять до складу бензинових фракцій, у звичайних умовах є рідинами. У середніх фракціях нафти виявлено алкани від С11 (ундекан) до С20 (ейкозан).
Алкани С16 і вище при нормальних умовах — тверді речовини, які входять до складу нафтових парафінів і церезинів. Поділ твердих вуглеводнів на парафіни і церезини було зроблено на основі відмінностей криста-лічної структури, їх хімічних і фізичних властивостей. За однакової температури плавлення церезини відрізняються від парафінів більшими молекулярними масами, в'язкістю і густиною. Церезини складаються із дрібніших кристалів, ніж парафіни. У хімічному відношенні церезини відрізняються меншою стійкістю. Церезини енергійно взаємодіють із димною сірчаною і хлоргульфоновою кислотами, а парафіни з цими реагентами взаємодіють слабко. За твердістю церезини не поступаються найкращим воскам.

### Нафтові парафіни
Нафтові парафіни являють собою суміш переважно алканів із числом вуглецевих атомів у молекулі понад С16 (температура плавлення вище 27 °C), а основним компонентом церезинів є нафтенові вуглеводні (високомолекулярні арени) з малою кількістю алканів.
Алкани є достатньо інертними до багатьох хімічних реагентів. Алкани природного газу при температурі біля 600 °C розщеплюються з розривом зв'язків та утворенням алкенів та алканів, але з меншою кількістю вуглецевих атомів у молекулі, ніж у вхідних. Реакції проводяться при високій температурі (піроліз) або при нижчій температурі, але над каталізатором (дегідрування), у результаті отримують етилен, пропілен, бутилени, бутадієн, ізопрен — основну сировину для виробництва спиртів, пластмас, синтетичного каучуку.
Ізомеризацією низькомолекулярних алканів над каталізатором отримують ізобутан та ізопентан — високооктанові компоненти бензинів, дегідроциклізацією алканів С6-С7 отримують арени і циклопентани, електрокрекінгом, термічним крекінгом і окислювальним крекінгом із метану отримують ацетилен, окисненням газоподібних, рідинних і твердих алканів отримують метанол, ізопропіловий спирт, метилетилкетон, оцтову кислоту, оцтовий ангідрид, формальдегід, етанол, етиленгліколь, дихлоретан, жирні кислоти, жирні спирти, гідропероксиди, алкілпероксиди та ін. Нормальні алкани, які містять не більше 10 атомів вуглецю в молекулі, сульфуються в сульфокислоти.
Фотохімічним, каталітичним і термічним хлоруванням газоподібних і рідинних алканів отримують алкілхлориди, які використовують для різних синтезів. Алкани вступають у реакції сульфохлорування, флуорування, нітрування, фосфонілірування, у результаті яких отримують продукти, котрі служать сировиною для отримання інших продуктів (миючі засоби, пластифікатори, деемульгатори, бактерициди, поверхнево-активні речовини, розчинники, вибухові речовини, кормові білки та ін.).
Усі насичені вуглеводні горять і можуть бути використані як паливо. Суміш метану з повітрям є дуже вибухонебезпечною (особливо при співвідношенні 1:10).
Деякі вуглеводні схильні до детонації, тобто до надзвичайно швидкого, раптового розкладання (вибуху) при стисканні горючої суміші (в суміші з повітрям) в циліндрі двигуна, що не дає змоги досягнути високого ступеня стиску горючої суміші (збільшення ступеня стиску підвищує потужність двигуна). Ізомери з дуже розгалуженим ланцюгом детонують значно трудніше, ніж ізомери з нерозгалуженим ланцюгом.

### Циклоалкани
Нафтенові вуглеводні (інші назви — поліметиленові, циклопарафіни, циклани) характеризуються циклічною будовою. Прості моноциклічні сполуки мають загальну формулу CnH2n. У нафті зустрічаються переважно вуглеводні з п'яти- і шестичленною структурою. У висококиплячих фракціях нафти трапляються і поліциклічні вуглеводні, які складаються з двох-чотирьох циклів (кілець). Більшість нафтенових вуглеводнів є рідинами, лише високомолекулярні вуглеводні — це тверді тіла.
Циклоалкани (інакше, нафтени, циклани) — дуже характерний для природних нафт клас вуглеводнів. Їх вміст у нафті складає від 25 до 75 %. Для нафтенових нафт характерним є високий (до 60 % і більше) вміст циклоалканів у всіх фракціях; алканів у цих нафтах мало, смоли і асфальтени також присутні в обмежених кількостях.
У нафтах зустрічаються моно- (в основному циклопентани і циклогексани) і поліциклічні циклоалкани (конденсовані сполуки типу декаліну, біциклогексану, норборнану, адаманту та ін.). Циклоалкани складнішої будови не виявлено в нафтах.
Циклоалканам притаманні особливості: геометрична ізомерія молекул; здатність до структурних перетворень у процесах нафтопереробки; позитивний вплив на якість паливних і оливних дистиллятів; зв'язок будови з генезисом і метаморфізмом нафти.
Циклоалкани нафтових фракцій є основним джерелом для отримання ароматичних вуглеводнів (риформінг), капролактаму, адипінової кислоти та ін.
Хімічні перетворення циклоалканів відбуваються в результаті ізомеризації (отримуються циклогексани), дегідрування (моно-, бі- і поліциклічні арени), термічної деструкції і гідрогенолізу (етилен, пропілен, бутадієн, бензол, а відтак циклогексан і капролактам), окиснення (циклогексанон, циклогексанол тощо), алкілування.
Циклоалкани (названі так за правилами систематичної номенклатури Міжнародного союзу теоретичної і прикладної хімії — IUPAC) належать до групи аліциклічних органічних сполук із замкнутим ланцюгом атомів вуглецю, тобто до насичених циклічних вуглеводнів. Вони мають п'ять або шість атомів вуглецю в циклі, які зв'язані між собою простими зв'язками, які і в молекулах насичених вуглеводнів із відкритим ланцюгом — алканів (парафінів), що робить їх подібними за властивостями з насиченими вуглеводнями. Тому їх ще називають циклопарафінами.

### Арени
Ароматичні вуглеводні (інші назви — бензольні, арени) мають одне або більше бензольних кілець. До цих кілець можуть бути приєднані (із заміщенням атомів водню) інші радикали. Загальна формула цих вуглеводнів CnH2n−х, де х ≥ 6.
Арени належать до ряду органічних сполук із замкнутим ланцюгом атомів вуглецю (або карбоциклічних сполук) і характеризуються наявністю в молекулах особливого циклічного групування із шести атомів вуглецю — бензольного ароматичного ядра. Таке групування надає цим сполукам особливих хімічних властивостей, які називають ароматичними властивостями.
Простішими із карбоциклічних сполук є циклічні вуглеводні ароматичного ряду — бензол С6Н6 і його гомологи, наприклад, толуол (метилбензол) С6Н5-СН3 і етилбензол С6Н5-СН2-СН3, склад яких відповідає загальній формулі CnH2n−6.
Вміст аренів у різних нафтах змінюється в широких межах і становить, як правило, від 15 до 50 %; належать вони до різних гомолологічних рядів, але представлені в нафтах бензолом і його гомологами, а також похідними бі- і поліциклічних вуглеводнів. У нафтах містяться і гібридні вуглеводні, які містять не тільки ароматичні цикли та алканові ланцюги, але і насичені цикли.
Для аренів найбільш характерними є реакції електрофільного заміщення (це суть хімічного поняття про ароматичність): нітрування, сульфування, гологенірування, алкілірування і ацілірування, нітрозірування і т. д.
Арени, перш за все бензол, толуол, ксилоли, належать до найбільш великотонажних нафтохімічних продуктів.

### Невуглеводневі сполуки нафти
Це органічні сполуки сірки, кисню, азоту або всіх разом узятих.
Сірка в нафті може зустрічатися в малих кількостях у вільному стані (у вигляді елементарної сірки), у вигляді сірководню, розчиненого в нафті, і в органічних сполуках. Вміст сполук сірки в 10—12 разів перевищує загальний вміст самої сірки. Серед сполук сірки відомі меркаптани, сульфіди (тіоефіри), дисульфіди та циклічні сполуки (тіофани і тіоефіри), а також складні сполуки що містять одночасно атоми сірки, кисню, азоту в різних поєднаннях. Меркаптани (тіоспирти, тіоли) — це сполуки, у яких до вуглеводневого радикала приєднано групи SH. Вони мають дуже неприємний запах і викликають корозію металів. Сульфіди (тіоефіри, тіоалкани) мають будову типу R-S-R, де R — радикал метанового або ароматичного ряду вуглеводнів. Дисульфіди мають будову R-S-S-R. Тіофани і тіофени є циклічними сульфідами, де в кільці один атом вуглецю заміщений на атом сірки. Загалом сполуки сірки в нафті і газі вважаються шкідливими домішками, які знижують якість продуктів нафтогазопереробки, викликають корозію обладнання і спричиняють отруєння повітряного басейну.
Усі ці сполуки нафти знищуються гідруванням до сірководню.
Кисневмісні сполуки в нафтах рідко перевищують 10 %. Ці компоненти нафти представлені нафтовими кислотами, фенолами, кетонами, ефірами і лактонами, рідше ангідридами і фурановими сполуками. Термін нафтові кислоти охоплює усі аліфатичні, аліциклічні (нафтенові), ароматичні, гібридні (змішаної будови вуглеводневого радикалу) кислоти, які входять до складу нафти. Промислове значення із них мають тільки нафтенові кислоти, а точніше їх солі — нафтенати (миючі речовини, емульгатори, деемульгатори, загущувачі, диспергуючі присадки, сиккативи, лаки і т. д.).
Найбільш поширені нафтенові кислоти, які є похідними нафтенових вуглеводнів, де один атом водню заміщений на карбоксильну групу СООН.
Промислове значення із них мають нафтенові кислоти, а точніше їх солі — нафтени (миючі речовини, емульгатори, деемульгатори, згущувачі, диспергуючі присадки, сиккативи, лаки і т. д.).

### Азотні сполуки
Азотні сполуки найменш вивчені порівняно з іншими сполуками нафти. Серед них виділяють нейтральні (аміни, піридини, хіноліни) та основні (індоли, окремі піроли, карбазоли). Серед азотних сполук є група порфіринів, які вважаються продуктами перетворення хлорофілу рослин та гемоглобіну крові. Вони мають складну будову, куди входять і метали, зокрема ванадій та нікель. Їх присутність у нафті вважають доказом біогенного походження нафти.
Вміст азоту в нафтах рідко перевищує 1 %. Виділено в нафтах понад 50 індивідуальних азотистистих (пірідінових і хінолінових) основ, а також нейтральних азотистих сполук (амідів, порфіринів, пірролів, карбазолів та ін.). Промислового використання азотовмісні сполуки нафти не отримали.
У нафтах виявлено понад 1000 індивідуальних сполук, більша частина яких відноситься до вуглеводнів, близько 250 — до сірко-, близько 85 — до кисне- і понад 30 — до азотовмісних сполук.

### Мікроелементи
У нафтах різних родовищ виявлено понад 30 елементів-металів і біля 20 елементів-неметалів. Серед мікроелементів назвемо ванадій V (вміст 10−5—10−2 %), нікель Ni (10−4—10−3 %), залізо Fe (10−4—10−3 %), цинк Zn (10−5—10−3 %), мідь Cu (10−4—10−5 %), срібло і золото (10−8—10−6 %), радіоактивні елементи — уран (10−8—10−4 %), торій (10−6—10−7 %), радій (10−13—10−12 %). До складу нафт входить та чи інша кількість високомолекулярних сполук — парафінів, смол, асфальтенів і т. д.

### Парафіни
Парафіни являють собою тверді вуглеводні метанового ряду С17Н36 — С60Н122, що за високих температур розчиняються в нафті.
Виділений з нафти парафін являє собою білу речовину з густиною 850—950 кг/м3 і середньою молекулярною масою 400—430. Температура плавлення парафіну в залежності від його складу змінюється в діапазоні 40—100 °C. Парафін міститься в нафтах у різних кількостях. У так званих безпарафінистих нафтах знаходять тільки сліди парафіну. У той же час, наприклад, нафта Узеньського родовища містить до 30 % мас. парафіну.
Парафін розчиняється в рідинних вуглеводнях, але його розчинність залежить від температури. З пониженням температури розчинність парафіну в легких метанових вуглеводнях значно зменшується. Дещо краща розчинність парафіну спостерігається в бензолі, хлороформі, сірковуглеці. У парафіні в невеликих кількостях містяться високомолекулярні ненасичені вуглеводні. У хімічному відношенні парафін є дуже інертним, навіть активні окислювачі, як-от сірчана і азотна кислоти, за низької температури не діють на нього.
Стан парафіну в нафті залежить від термодинамічних умов, вмісту і складу розчинених у нафті газів. Агрегативна нестійкість парафінових вуглеводнів із великою молекулярною масою пояснюється особливою будовою їх молекул — ланцюговою зигзагоподібною формою. Із зниженням температури молекули парафіну переходять у більш витягнуту форму, яка відповідає мінімуму потенціальної енергії.
Таким чином, кристалізація парафінів, яка спричинена зниженням температури, супроводжується «розпрямленням» молекул за рахунок зростання молекулярної взаємодії і збільшенням ступеня впорядкованості молекул. Виникають і макромолекули великої довжини, які складаються із декількох молекул із ван-дер-ваальсовим характером взаємодії. Розвиток такого процесу призводить до утворення просторової структури, яка руйнується внаслідок теплового руху молекул, але зразу ж відновлюється. Із зниженням температури структура стає стійкішою. Структури, які під час теплового руху частинок дисперсної фази руйнуються, але проявляють тиксотропію (здатність відновлювати вихідну структуру), називають коагуляційними або тиксотропно зворотними. За достатньо високих температур у дисперсних системах, структури практично не утворюються, а система поводиться як ньютонівська, істинно в'язка рідина. Під час зниження температури ця рідинна система стає структурованою.
З підвищенням температури плавлення парафіну до 60—62 °C кількість більш високомолекулярних вуглеводнів, які містять 35—40 атомів вуглецю в молекулі, зростає.
Після виділення парафіни аналізуються з допомогою масспектрометричного методу або методу газорідинної хроматографії. Масспектрометричний аналіз є досить складним і у виробничих умовах практично не застосовується. Перспективнішим є використання методу газорідинної хроматографії, з допомогою якого вивчено вуглеводневий склад ряду твердих парафінів, виділених із вітчизняних та зарубіжних нафт.

### Смолисто-асфальтенові речовини
Вони є сумішшю високомолекулярних сполук, які, в основному, концентруються в нафтах і асфальтено-смоло-парафінових відкладах (АСПВ) при видобування нафти у вигляді колоїдних систем. Інколи їх вміст сягає 50 %. Смолисто-асфальтенові речовини мають велику молекулярну масу і не переганяються навіть з допомогою вакуумної перегонки. Вони нейтральні, хімічно і термічно нестійкі, у процесі нагрівання розщеплюються і легко окислюються перманганатом калію в пірідиновому розчині. Під час нагрівання на повітрі до температури 100—150 °C смоли переходять в асфальтени. Смолисто-асфальтенові речовини складаються з конденсованих циклічних структур, які містять нафтенові, ароматичні і гетероциклічні кільця з декількома боковими аліфатичними ланцюгами, тому їх розділення на компоненти практично є неможливим.
Смолисто-асфальтенові речовини розділяються на такі групи:
- смоли — речовини, які не розчиняються в кислотах та лугах і розчиняються в органічних розчинах, алканах, ароматичних вуглеводнях, хлорпохідних та ін.
- асфальтени — речовини, які не розчиняються в легких алканах і повністю розчиняються в ароматичних вуглеводнях, сірковуглеці, хлорпохідних та ін.
- карбени — коксоподібні речовини, які розчиняються в пірідині і сірковуглеці.
- карбоїди-коксоподібні нерозчинні речовини.

Смоли та асфальтени є найбільш складними сполуками нафти, де вуглеводневі радикали пов'язані між собою, а також із сіркою, киснем і азотом. Вміст смолисто-асфальтенових речовин у нафті коливається від 1—2 до 6—70 %. Смоли мають напіврідинну консистенцію. Асфальтени є порошкоподібними речовинами і нерозчинні в легких вуглеводнях. Молекулярна маса смол становить 500—1000, а асфальтенів-1000—6000. Густина їх змінюється від 1000 до 1140 кг/м3. Смол у нафті завжди є значно більше, ніж асфальтенів. Смоли під дією різних факторів (при нагріванні, під діянням світла, сірчаної кислоти) можуть перейти в асфальтени. Смоли й асфальтени визначають колір нафти. Використовуються вони для одержання різних бітумів і для технічних цілей.
Основну масу смолисто-асфальтенових речовин складають смоли, частка асфальтенів є невеликою (в нафтах деяких родовищ вони відсутні). За зовнішнім виглядом смоли — рідинні або тверді речовини, які мають високу пластичність і в'язкість, забарвлені в бурий або чорний колір різної інтенсивності (темно-коричневі). Молекулярна маса смол коливається від 450 до 1500, густина близько 1000 кг/м3. Смоли містять 3—12 % кисню, сірки, азоту, а також 9—11 % водню. З підвищенням молекулярної маси смол вміст кисню, сірки та азоту знижується.
Смоли добре розчиняються в різних органічних розчинниках, тому їх порівняно легко можна розділити на вузькі фракції. Для цього застосовують колонкову адсорбційну хроматографію на силікагелі з використанням для десорбції смол бензолу, ацетону, чотирихлористого вуглецю, хлороформу і т. д. Смоли добре розчиняються в рідинних парафінових вуглеводнях, починаючи з пентану і вище, а також у нафтенових і ароматичних вуглеводнях. Із зменшенням молекулярної маси парафінових вуглеводнів їх розчинна здатність щодо смол зменшується. Вміст смол у нафтах може сягати 30 % мас.
Смоли легко сульфуються сірчаною кислотою, що часто застосовується в аналітичній практиці. Однак, у цьому випадку смоли можуть перейти в асфальтени, особливо в процесі нагрівання в атмосферному середовищі, тому провести чітку межу між смолами і асфальтенами трудно.
Асфальтенами називають нерозчинні в петролійному ефірі компоненти нафти. Вміст асфальтенів у нафтах коливається від 0 до 20 %, молекулярна маса 1500—10000. Із асфальтенів виділяють фракції речовин, які не розчиняються в бензолі, — карбени. Асфальтени розчинні в ароматичних вуглеводнях, нафті, хлороформі та сірковуглеці. Вміст вуглецю 80—86 %, водню 7—9 %, сірки 0—9 %, кисню 1—9 %, азоту 0—1,5 %. Фазовий стан асфальтенів у нафтах не встановлено. Вважається, що асфальтени в нафті мають дуже високий ступінь дисперсності, який залежить від властивостей навколишнього середовища.
Асфальтени і високомолекулярні вуглеводні за нормальних умов мають властивості твердих тіл. У пластових умовах ці компоненти перебувають у нафті в дуже диспергованому стані, внаслідок чого їх седиментація не відбувається. За ступенем дисперсійності компонентів нафта належить до колоїдних систем, у яких тверді компоненти є дисперсною фазою, а рідинні вуглеводні з розчиненими в них газами — дисперсійним середовищем. Із зростанням концентрації дисперсних компонентів нафта проявляє яскравіше виражені властивості колоїдних розчинів.
За зовнішнім виглядом асфальтени — це порошкоподібні речовини бурого або чорного кольору з густиною понад 1000 кг/м3.
Асфальтени за хімічним складом близькі до смол, але відрізняються вищою молекулярною масою. На активних адсорбентах під дією теплоти і світла відбувається перехід частини смол в асфальтени. Вважається, що асфальтени є продуктом ущільнення смол і мають нижчу розчинність у вуглеводнях, ніж смоли. Асфальтени розчиняються в ароматичних вуглеводнях і не розчиняються в парафінових вуглеводнях.
Хімічні властивості асфальтенів і смол є подібними: вони легко окислюються, сульфуються, галогенізуються, гідруються, а з ортофосфорною кислотою і хлоридами металів утворюють комплекси.
За температури вище 300 °C асфальтени перетворюються в кокс із виділенням газів. У процесі нагрівання і діяння сірчаної кислоти асфальтени ущільнюються і переходять у карбени, розчиняються в пірідині і сірковуглеці, але не розчиняються в ефірі, бензолі, хлороформі.
Смоли, асфальтени і карбени можуть перетворюватися в карбоїди, які не розчиняються в органічних і неорганічних розчинниках.

### Асфальтено-смоло-парафінові відклади (АСПВ)
У процесі видобування нафти внаслідок зміни термобаричних умов і розгазування нафти парафіни, смоли і асфальтени виділяються із розчиненого і суспензійного стану і відкладаються (осідають) у привибійній зоні пласта (ПЗП), на стінках стовбура видобувних свердловин і ліфтових труб, на насосних штангах, у викидних лініях і нафтопромисловому обладнанні.
Відкладаючись під час видобування нафти вздовж шляху переміщення, вони призводять до зниження продуктивності всієї нафтовидобувної системи, падіння ефективності роботи насосних устатковань, зменшення дебіту свердловин, підвищеного зношування обладнання, відкладання додаткових матеріальних та енергетичних ресурсів.
Відкладання їх є неминучим, оскільки температура видобуваної нафти зменшується до атмосферної і знижується розчинна здатність нафти щодо високомолекулярних сполук, а видалені відклади потрапляють до нафтового шламу, використання якого є обмеженим і не в повній мірі раціональним.
Склад АСПВ залежить від властивостей та складу вихідної нафти, а також від місця та умов утворення відкладів. У залежності від віку та походження нафти хімічний склад АСПВ може коливатися у широких межах по вмісту компонентів. АСПВ містять парафіни, пірідини, асфальтени, смоли, кисень, азот, сірку, метали, а також мінеральні речовини у вигляді розчинів солей органічних кислот, комплексних сполук або колоїдно-диспергованих мінеральних речовин. До складу АСПВ входить і невелика кількість води, у якій розчинено солі, найчастіше хлориди і гідрокарбонати натрію, кальцію, магнію, а також сульфати і карбонати. Тобто хімічний склад АСПВ залежить від складу і властивостей видобуваної нафти та води, стану ПЗП і, в основному, є таким: 40—60 % твердого парафіну і менше 10 % мікрокристалічного парафіну, 10—56 % смол і асфальтенів, води, піску і неорганічних солей, а вміст тільки парафіну і асфальтено-смол може становити відповідно 40—70 % і 10—55 %, тоді температура плавлення парафінів і АСПВ загалом становить 70—90 °C і 60—85 °C.
У межах одного нафтовидобувного регіону і навіть окремого нафтового родовища склад АСПВ змінюється. Оцінку хімічного складу АСПВ проводять комплексними методами аналізу, які ґрунтуються на виділенні певних класів речовин, однорідних за хімічною структурою. Для розділення цих класів застосовуються ректифікація, азеотропна перегонка, молекулярна перегонка, рідинна розподільча хроматографія, паперова і тонкошарова хроматографія, газорідинна хроматографія, комплексоутворювання з карбамідом і пікриновою кислотою, термодифузія, гідродегідрогенізаційний каталіз і т. д.
Смоли і асфальтени суттєво впливають на процес формування кристалів внаслідок їх високої адсорбційної здатності. Адсорбуючись на гранях кристалів, смоли і асфальтени затримують ріст кристалів парафіну. Наявність дрібних кристалів за високої концентрації парафіну призводить до утворення міцної структури. Зниження вмісту асфальтено-смолистих речовин сприяє формуванню монокристалічної структури, для якої також є характерною висока міцність.
Смоли і ароматичні вуглеводні, які мають більшу полярність, ніж парафінові вуглеводні, адсорбуються групами молекул, що складають частинки асфальтенів. Вони утворюють сольватний шар навколо асфальтенової частинки, при цьому отримується своєрідна асфальтенова міцела. Частинки асфальтенів складають ядро міцели. Нейтральні смоли, адсорбовані на поверхні ядра, стабілізуючи діють на саму міцелу. Ядро складається з частинок, які мають найбільшу молекулярну масу і більш ароматичні за будовою. Навколо ядра розташовуються частинки з нижчою молекулярною масою і менш ароматичні. Поступово відбувається перехід до аліфатичних компонентів нафти. Чіткої межі між міцелою і навколишнім середовищем немає. Розміщена навколо міцели сольватна оболонка є основним стабілізуючим фактором, що підтверджується здатністю асфальтенів самовільно диспергуватися в ароматичних вуглеводнях. Електричний заряд асфальтенових міцел не є великим, і його роль у стабілізації незначна. Відповідно асфальтени в нафті утворюють так звані ліофільні колоїдні системи. За великого надлишку в системі парафінових вуглеводнів відбувається десорбція ароматичних компонентів з поверхні міцели, стабілізуюча дія їх знижується, відбувається коагуляція асфальтенів і випадання їх в осад.
Нафта за хімічним складом є сумішшю компонентів, які в залежності від будови і зовнішніх термобаричних умов перебувають у різних агрегатних станах: смоли і парафіни — у молекулярному, асфальтени — у колоїдному. Зниження температури нафти до точки насичення і далі викликає зміну агрегатного стану компонентів, які призводять до утворення центрів кристалізації та росту кристалів, що мають упорядковане розташування молекул. Відомо дві алотропні форми кристалів парафіну. Для першої форми є характерною пластичність і злипання частинок парафіну під час стискання. Друга форма утворюється в ході зниження температури нафти і відрізняється твердістю та крихкістю кристалів. Відмінності фізичних властивостей можна пояснити будовою кристалів. Перша форма виражається довгими ниткоподібними кристалами, друга — тонкими пластинками. Склад нафти зумовлює під час охолодження утворення не тільки кристалічної, але й аморфної структури, оскільки довгі вуглеводневі ланцюги не набувають правильної орієнтації.
Фізико-хімічною характеристикою стану системи нафта-парафін є температура насичення нафти парафіном. Її визначають як експериментальними методами, так і аналітично. Експериментальне визначення температури насичення парафіном пластових нафт Передкарпаття є досить трудомістким процесом у зв'язку з великими труднощами в ході відбирання якісних глибинних проб нафти. Крім того, експерименти характеризуються невисокою точністю і відтворюваністю.
У пластових умовах тверді вуглеводні (С17Н36 — C60Н122), що виявляються в складі парафінових відкладів, як правило, розчинені в нафті. За зниження температури, тиску і разгазуванні розчинна здатність нафти стосовно парафіну погіршується. Це призводить до перенасичення нафти парафіном і переходу частини його в кристалічний стан. Викристалізація парафіну відбувається на стінках устаткування і механічних частинках у потоці нафти. Вирішальну роль у формуванні відкладів відіграють кристали парафіну і їх скупчення, що виникли безпосередньо на стінках устаткування. Завислі в потоці нафти кристали парафіну у формуванні відкладів участі практично не беруть. За рахунок кристалів такого типу відклади утворюються в основному на дні резервуарів.
Випадання парафіну i відкладання асфальтено-смолистих речовин у привибійній зоні відбувається під час видобування нафти з високим вмістом цих компонентів (понад 3—5 %) за умов близькості пластової температури і температури насичення нафти парафіном (кристалізації парафіну) та охолодження привибійної зони нижче цієї температури. Охолодження її можливе в процесі розкриття нафтового пласта бурінням, під час припливу у свердловину газованої нафти (суміші нафти і вільного газу) або запомповування води (газу) при експлуатації свердловин, під час проведення ремонтних робіт, пов'язаних із запомповуванням у продуктивний пласт великих об'ємів холодних рідин.
Термобаричні умови і характеристики нафт деяких родовищ України подано в таблиці:
| Родовище (поклад) | Пластовий тиск, МПа                                              | Пластова температура, °C               | Вміст, %                                             | Вміст, %                                               | Температура, °C                     | Температура, °C                    |
| |                                                                  |                                        | силікагелевих смол                                   | парафіну                                               | насичення нафти парафіном           | плавлення парафіну                 |
| Передкарпаття |                                                                  |                                        |                                                      |                                                        |                                     |                                    |
| Луквинське Спаське Гвіздецьке (Ml) Гвіздецьке (Еос) Битківське Попелівське Пнівське Долинське Бориславське (піднасув) Струтинське Бистрицьке Північно-Долинське (Еос) Північно-Долинське (Ml) | 15,7 15,4 31,1 35,1 27,0 29,6 35,0 30,3 32,1 25,5 22,3 34,3 35,0 | 38 44 46 51 57 58 60 68 66 63 47 70 80 | 7,2 5,5 8,7 8,4 9,4 7,6 8,1 8,6 11,0 7,5 7,1 6,6 8,0 | 9,1 8,4 9,2 8,8 9,1 13,6 7,8 8,02 8,6 8,0 8,1 11,3 6,6 | 35 33 38 42 54 23 35 45 32 35 30 18 | 54 - 55 56 51 57 - 52 - 54 53,5 53 |
| Орівське Вигода-Витвицьке Стинавське Танявське Ново-Східницьке Урицьке Старо-Самбірське | 38,5 33,3 40,3 41,4 53,3 66,8 47,8                               | 80 86 92 93 108 126 89                 | 7,3 5,28 7,2 9,3 8,2 6,2 6,4                         | 7,9 8,44 6,36 9,2 6,3 11,3 10,7                        | 30 28 16 20 12 41 47                | 53 - 53                            |
| Дніпровсько-Донецька западина |                                                                  |                                        |                                                      |                                                        |                                     |                                    |
| Леляківське Гнідинцівське Качанівське Глинсько-Розбишівське Прилуцьке Рибальське Ново-Григорівське                                                                                            | 18,7 17,6 21 18,6 18,5 23,7 22,8                                 | 48 47 59 52 64 62 79                   | 5,1 10,2 16,4 10,4 7,2 5,8 3,7                       | 2,3 2,0 1,3 1,2 10,0 13,0 11,0                         | - -                                 | 49 51 52 48 38                     |

Початковий пластовий тиск для різних покладів цих родовищ змінюється від 12,1 до 66,8 МПа, а пластова температура — від 25 до 126 °C. Істотним змінам піддаються і такі параметри пластової нафти, як тиск насичення, газовміст, вміст у нафті парафінів, смол, асфальтенів та ін.
У межах окремих родовищ спостерігаються також значні зміни термобаричних умов. Різниця початкового пластового тиску і температури в різних частинах родовища сягає 10 МПа і 25 °C. Наприклад, для Битківського нафтового родовища величини початкового пластового тиску і температури в склепінній і приконтурній частинах покладу становили відповідно 24,7—28,9 МПа і 49,9—63 °C, а для менілітового покладу Долинського родовища ця різниця є ще більшою: 25,2—34,8 МПа і 54—82 °C.
Для нафтових родовищ характерним є закономірне збільшення густини нафти в напрямку від склепіння структури до крил, яке супроводжується зростанням вмісту парафіну, силікагелевих смол, асфальтенів і зменшенням виходу легких фракцій, які википають до 200 °C. У результаті гравітаційної диференціації вуглеводнів, котра спостерігається в нафтах і розчинених газах, відбувається закономірне зниження коефіцієнта розчинності і збільшення температури насичення пластової нафти парафіном у напрямку від склепінних частин покладу до периферійних. Так, для Битківського нафтового родовища вміст парафіно-смолистих речовин змінюється повздовж великої осі складки «Глибинна» від 25,53 у склепінні до 28,77 % на крилах, а в напрямку малої (поперечної) осі — від 25,53 до 32 % відповідно.
У процесі розкриття, освоєння і розробки продуктивних пластів нафтових родовищ, особливо за режиму розчиненого газу, змінюються термодинамічні умови і фазова рівновага в привибійних зонах видобувних свердловин. Під час розкриття продуктивних пластів охолоджується привибійна зона, причому зниження температури нижче температури насичення нафти парафіном обмежується радіусом 0,4—0,6 м, а з урахуванням тривалості буріння в інтервалі продуктивного пласта зона випадання в осад вуглеводнів становить від 0,5—0,6 м по покрівлі, до 0,1—0,15 м по підошві.
Аналіз результатів термометрії в процесі роботи свердловин Бистрицького, Гвіздецького і Битківського родовищ також підтвердив, що, в основному, працюють інтервали в середній та нижній частинах продуктивних пластів. Внаслідок утворення парафінової структури в порах колектора необхідно перебороти значини початкового градієнта зсуву в пласті під час освоєння свердловин, що є можливим лише за умови створення великих депресій тиску на продуктивний пласт. У зв'язку з тим, що створення таких великих депресій тиску не завжди є можливим, свердловини в покладах із високопарафінистими нафтами освоюються з низькими дебітами.
Під час експлуатації нафтових свердловин у привибійній зоні продуктивних пластів можливою є зміна термодинамічних умов, за якої починають формуватися парафінисті відклади; у низькопроникних колекторах депресія тиску на продуктивний пласт часто сягає 10 МПа і більше. Тому внаслідок зниження тиску на вибої видобувної свердловини нижче тиску насичення нафти газом у привибійній зоні пласта разом із частково розгазованою нафтою рухається вільний газ, що призводить до істотного зменшення температури пластових флюїдів за рахунок дроселювання газу (підвищення температури нафти за рахунок ефекту Джоуля — Томсона на 0,2—0,5 °C можна вважати несуттєвим). Зниження температури газонафтового потоку, що надходить із пласта у свердловину, може сягати 6,5 16 °C. Температура на вибої знижується тим сильніше, чим вищий газовий фактор і чим більша кількість вільного газу надходить на вибій видобувної свердловини.
Крім того, більшість родовищ Передкарпаття розробляються з підтриманням пластового тиску шляхом запомповування в продуктивні пласти води, газу або води і газу почергово. У такому випадку і привибійна зона пласта в нагнітальних свердловинах також охолоджується за рахунок запомповування холодних робочих витіснювальних агентів. Величина зниження температури привибійних зон нагнітальних свердловин на Битківському родовищі під час запомповування холодних агентів може сягати 19,5 °C.
З точки зору можливості і небезпеки випадання асфальтено-смоло-парафінових речовин у поровому просторі привибійної зони пласта варті уваги перш за все, лише ті родовища, пластові температури яких є близькими до температур насичення нафти парафіном, тобто ті, ступінь недонасиченості яких становить приблизно 15 °C. До таких родовищ можна віднести Луквинське, Гвіздецьке, Спаське, Битківське, Попелівське і Бистрицьке.
Ізотопний склад нафти. Нафта складається в основному з п'яти хімічних елементів: вуглецю, водню, сірки, кисню і азоту. Найбільше міститься вуглецю і водню: відповідно в нафтах — 83—88 і 11—14,5, у вуглеводневій частині природних газів — 75—82 і 18—25 %. Частка інших елементів здебільшого не перевищує 2 % і тільки в окремих випадках може сягати 7—9 %. Так, вміст сірки в нафті переважно становить 0,1—2 і іноді сягає 5—7 %, кисню до 1 % і тільки в деяких випадках — 3—4 %. Частка азоту в нафті рідко перевищує 0,5 %.
Окрім названих у нафті наявні ще понад сорок хімічних елементів у кількості 10−2—10−7 %. Їх називають мікроелементами нафти. Серед усіх елементів найбільше зацікавлення викликають метали, зокрема ванадій і нікель, бо їх вміст є відносно високим і вони утворюють металоорганічні сполуки. У нафті на рівні кларків присутні й радіоактивні елементи: уран, торій та радій (кларк — нормальний вміст елемента в системі, який дає змогу фіксувати будь-яке відхилення від норми).
Часто, характеризуючи склад нафти й газу, використовують відношення вуглецю до водню С/Н, яке для нафти становить 5,8—7,5, а для газу — 3—4,8. Рідше вживається відношення С/(О+S+N), яке для нафти перебуває в межах 10—300.
Ізотопний склад елементів, що входять у нафту і газ, визначають на мас-спектрометрі, а виражають переважно через відхилення від стандарту в промиллях (тисячна частинка чого-небудь; 1 ‰=0,1 %) або в процентах:
δ = [(Rпр — Rст) / Rст]·10 ‰, або 102 %,
де Rпр, Rст — масові відношення важкого ізотопу до легкого в пробі і в стандарті.
Якщо відношення δ має додатню значину, то проба збагачена важким ізотопом порівняно зі стандартом, а при від'ємній значині величини δ проба збіднена на важкий ізотоп і збагачена легким. Зрідка користуються простим відношенням мас одного ізотопу до другого.
У нафті і газі зустрічаються два стабільних ізотопи вуглецю — 12С і 13С зі середнім вмістом відповідно 98,93 і 1,07 %. Нафта характеризується відхиленням δ13С переважно в межах від-35 до-22 ‰, величина якого залежить від віку, складу, походження товщ, у яких залягає нафта, та деяких інших факторів. Відхилення δ13С для газів родовищ коливається від −30 до −60 %, для сучасного біогенного метану воно становить від −70 до −88 ‰. У природі проходять процеси фракціонування ізотопів при різних перетвореннях.
Водень нафти і газу має два стабільних ізотопи: протій (1H) і дейтерій (Д або 2H) із середнім вмістом відповідно 99,985 і 0,015 %. Нафта переважно збагачена дейтерієм порівняно з поверхневими водами.
Сірка в нафті і газі має чотири стабільні ізотопи: 32S — 95,02; 33S — 0,75; 34S — 4,21; 36S — 0,02 %. Використовують відношення 34S/32S, виражаючи його через відхилення δ34S аналогічно, як і для вуглецю. Ізотопний склад сірки в нафті коливається від 25,8 до −22,5, а в газах — від 17 до −16 %. У нафті і газі зустрічаються три стабільні ізотопи кисню: 16О — 99,76; 17О — 0,04 і 18О — 0,2 %. Використовують відношення 18О/16О. По ньому можна виснувати про температуру утворення карбонатів.
Ці елементи утворюють ряд хімічних сполук нафти.
Фракційний склад нафти. Важливим показником якості нафти є її фракційний склад, який встановлюють шляхом перегону нафти при поступовому підвищенні температури. У результаті отримують наступні окремі частини-фракції нафти, котрі характеризуються температурами початку і кінця кипіння і назви яким присвоєно залежно від напряму подальшого використання:
- 1) світлі дистиляти або фракції (температура кипіння до 350 °C; тиск перегонки дещо перевищує атмосферний): початок кипіння (п. к.) — 140 °C — бензинова фракція; 140—180 °C — лігроїнова фракція (важка нафта); 140—220 °C (180—240 °C) — гасова фракція; 180—350 °C (220—350 °C; 240—350 °C) — дизельна фракція (легкий або атмосферний газойль, соляровий дистилят);
- 2) темні фракції — мазут (як залишок після світлих дистилятів) і отримані із нього фракції (температура кипіння понад 350 °C; переганяють під вакуумом):
  - а) для отримання палив 350—500 °C — вакуумний газойль (вакуумний дистилят) понад 500 °C — вакуумний залишок (гудрон);

- - б) для отримання олив 300—400 °C (350—420 °C) — легка оливна фракція (трансформаторний дистилят); 400—450 °C (420—490 °C) — середня оливна фракція (машинний дистилят); 450—490 °C — важка оливна фракція (циліндровий дистилят) понад 490 °C — гудрон.

### Газові конденсати
Під час видобування газу із газоконденсатних родовищ при зниженні тиску нижче від тиску конденсації виділяється вуглеводнева фаза у вигляді рідини — газоконденсат (або просто конденсат) — суміш пентану і вищих гомологів метану та ін. (див. Хімія природних газів).
Газові конденсати, як і нафти, складаються із алканів, нафтенів і аренів, тільки в них відсутні асфальтени (як нерозчинні в легких вуглеводнях) і мало смол (як погано розчинних). Але розподіл цих груп вуглеводнів у конденсатах має ряд особливостей: а) абсолютний вміст аренів у бензинових фракціях конденсатів є вищим, ніж у нафтах; б) зустрічаються бензинові фракції, у яких міститься одночасно велика кількість нафтенів і аренів; в) між вмістом алканів і аренів у бензинових фракціях існує обернений зв'язок (чим більше алканів, тим менше аренів); г) вміст розгалужених алканів є нижчим, ніж н-алканів.
Серед алканів розгалуженої будови переважають монометилзаміщені: 2-, 3- і 4-метилзаміщені. У найбільшій кількості містяться 2-метилпентан, 2-метилгексан і 2-метилгептан. Серед диметилпохідних присутні головним чином 2, 3- і 2,4-диметилізомери. Циклопентанові вуглеводні окрім циклопентану представлені в основному його метил- та етилзаміщеними, а також 1,2- і 1,3-диметилциклопентанами. У конденсатах звичайно містяться всі три ізомери диметилциклогексану, причому на частку 1,3-диметилциклогексану припадає від 50 до 70 % від кількості ізомерів.
Газовий конденсат являє собою в основному суміш 70—90 % бензинових фракцій (30—200 °C) і 30—10 % гасово-газойлевих (дизельних) фракцій (200—360 °C), хоч багато конденсатів повністю переганяються при температурі значно нижче 360 °C. Він може бути значним додатком до моторних палив, які отримуються безпосередньо із нафти.

## Хімічна класифікація нафт
За хімічною класифікацією нафт, яка запропонована Гірничим бюро США і в основу котрої покладено зв'язок між густиною і вуглеводневим складом нафт, виділяють три типи нафт за характерними фракціями і сім класів).
| Фракція                            | Відносна густина   | Відносна густина | Відносна густина  |
|                                    | парафінової основи | проміжної основи | нафтенової основи |
| 250—275 °C (за атмосферного тиску) | <0,8251            | 0,8251—0,8597    | >0,8597           |
| 275—300 °C (за 5,3 кПа)            | <0,8762            | 0,8762—0,9334    | >0,9334           |

| Номер класу | Назва класу          | Основа легкої частини нафти | Основа важкої частини нафти |
| 1           | Парафіновий          | Парафінова                  | Парафінова                  |
| 2           | Парафіно-проміжний   | Проміжна                    |                             |
| 3           | Проміжно-парафіновий | Проміжна                    | Парафінова                  |
| 4           | Проміжний            | Проміжна                    |                             |
| 5           | Проміжно-нафтеновий  | Нафтенова                   |                             |
| 6           | Нафтено-проміжний    | Нафтенова                   | Проміжна                    |
| 7           | Нафтеновий           | Нафтенова                   |                             |

За хімічною класифікацією нафт, яка запропонована інститутом ГрозНИИ і в основу якої покладено переважний вміст у нафті одного чи кількох класів вуглеводнів, виділяють п'ять типів нафт: парафіновий (метановий); парафіно-нафтеновий; нафтеновий; парафіно-нафтено-ароматичний; нафтено-ароматичний; ароматичний.
У парафінових нафтах усі фракції містять значну кількість алканів: бензинові — не менше 50 %, оливні — 20 % і більше. У парафіно-нафтенових нафтах містяться поряд із алканами в значних кількостяхциклоалкани, вміст аренів невеликий. Для нафтенових нафт характерним є високий (до 60 % і більше) вміст циклоалканів у всіх фракціях; алканів у цих нафтах мало, як і смол та асфальтенів. У парафіно-нафтено-ароматичних нафтах вуглеводні всіх трьох класів містяться приблизно в рівних кількостях, твердих парафінів мало (не більше 1,5 %), а кількість смол та асфальтенів сягає 10 %. Нафтено-ароматичні нафти характеризуються переважним вмістом циклоалканів і аренів, особливо у важких фракціях, алкани є тільки в легких фракціях, причому в невеликій кількості, вміст твердого парафіну не перевищує 0,3 %, а смол і асфальтенів — 15—20 %. Ароматичні нафти характеризуються високою густиною, у всіх фракціях міститься багато аренів.
За хімічною класифікацією нафт, яку запропонував Ал. А.Петров, нафти розділено на дві категорії А і Б (за наявністю в нафт категорії А на хроматограмах фракції 200—430 °C в аналітичних кількостях піки н-алканів), а залежно від відносного вмісту нормальних та ізопреноїдних вуглеводнів у нафтах категорії А і від наявності або відсутності ізопреноїдних вуглеводнів у нафтах категорії Б — кожну категорію на два підтипи: А1, А2, Б1, Б2:
| Тип | Алкани        | Алкани      | Алкани            | Циклоалкани   | Арени         |
|     | сума          | нормальні   | розгалужені       |               |               |
| А1  | 15—60 (25—50) | 5—25 (8—12) | 0,05—6,0 (0,5—3)  | 15—45 (20—40) | 10—70 (20—40) |
| А2  | 10—30 (15—25) | 0,5—5 (1—3) | 1,0—6,0 (1,5—3)   | 20—60 (35—55) | 15—70 (20—40) |
| Б1  | 4—10 (6—10)   | —           | —                 | 20—70 (50—65) | 25—80 (25—50) |
| Б2  | 5—30 (10—25)  | 0,5 —       | 0,5—6,0 (0,2—3,0) | 20—70 (35—55) | 20—80 (20—45) |

Нафти типу А1 відповідають нафтам парафінової і нафтено-парафінової основи. Вміст суми алканів у фракції 200—430 °C 15—60 %. Для цього типу є характерним високий вміст н-алканів (5—25 % на дослідну фракцію). Загальний вміст циклоалканів у нафтах типу А1 є дещо меншим, ніж алканів. Циклоалкани в основному представлені моно- і біциклічними сполуками, причому вміст моноциклоалканів часто дорівнює або є більшим вмісту біцикланів.
Нафти типу А2 за груповим складом відповідають нафтено-парафіновим парафіно-нафтеновим. Вміст алканів порівняно із нафтами типу А1 є дещо нижчим і сягає значин 25—40 %. Вміст алканів коливається в межах 0,5—5 %, а ізопреноїдів — 1—6 %. Відмінною рисою більшості нафт типу А2 є переважання розгалужених алканів над нормальними. Загальний вміст циклоалканів сягає 60 %. Серед циклоалканів переважають моно- і біциклічні вуглеводні, хоча вміст трицикланів є дещо вищим, ніж у нафтах А1.
Нафти типу Б2 відповідають нафтам парафіно-нафтенової і особливо нафтенової основ. Серед насичених вуглеводнів переважають циклоалкани (60—75 %), а серед них — моно-, бі- і трициклічні вуглеводні. Алканові вуглеводні (5—30 %) представлені в основному розгалуженими структурами. Відмінною рисою нафт типу Б2 є відсутність на хроматограмах піків монометилзаміщених алканів. Нафти типу Б2 зустрічаються частіше, ніж типу А2.
Нафти типу Б1 за груповим складом належать до нафт нафтенової або нафтено-ароматичної основи. Вони містять мало легких фракцій. Характерною рисою нафт цього типу є повна відсутність нормальних та ізопреноїдних алканів та малий вміст інших розгалужених алканів (4—10 %). Серед циклоалканів спостерігається переважання біциклічних вуглеводнів над моноциклічними.

## Хімія нафти і гіпотези її походження
Сполуки із циклічними і поліциклічними структурами переважають у нафтах, приурочених до відносно молодих відкладів (третичних), а аліфатичні структури характерніші для нафт із палеозойської формації.
Закономірності в хімічному складі нафт пояснюють у залежності від їх походження (генезису) і вторинного перетворення в надрах Землі, тобто зумовлені будовою вихідних нафтоматеринських речовин і направленістю тих хімічних процесів, у які ці речовини залучаються протягом геологічного часу:
| Вік порід | Алкани | Алкани  | Циклоалкани | Циклоалкани | Арени | Арени   |
|           | межі   | середнє | межі        | середнє     | межі  | середнє |
| Кайнозой  | 0—53   | 26      | 30—80       | 52          | 10—35 | 22      |
| Мезозой   | 11—76  | 37      | 12—78       | 50          | 7—26  | 13      |
| Палеозой  | 83—93  | 55      | 1—45        | 28          | 3—37  | 16      |

На даний час накопичилось багато гіпотез походження нафти, серед яких можна виділити дві групи: а) мінерального (неорганічного, абіогенного) походження; б) органічного походження. Усі гіпотези мінерального походження нафти об'єднує ідея синтезу вуглеводнів, кисне-, сірко- і азотовмісних компонентів нафти із простих речовин — С, Н2, СО, СО2, СН4, Н2О та радикалів при високих температурах і взаємодії продуктів синтезу з мінеральною частиною глибинних і гірських порід, а з великих глибин компоненти нафти мігрували по розломах і тріщинах в осадову товщу Землі. В основі гіпотез органічного походження нафти (за Вассоєвичем — осадово-міграційного походження нафти) взято положення, що основним джерелом нафти є вуглецева біоорганічна речовина, яка захоронена в осадових товщах гірських порід і своїм походженням зобов'язана живим організмам. При зануренні відкладів, які містять сапропелеву органічну речовину, під вагою молодших відкладів відбуваються процеси термічного (або термокаталітичного) розкладання, метаболізму, ферментативного гідролізу, термолізу, термокаталізу, деструкції геополімерів, ізомеризації тощо. Ці перетворення і виділення газів супроводжуються на останніх етапах багаторазовим збільшенням об'єму. Внаслідок цього виникають аномально високі тиски, а при досягненні критичного тиску відбуваються флюїдорозриви глинистих порід із утворенням мікротріщин і викидання стиснутих нафтових і газових вуглеводнів у водонасичені проникні пісковики, де при їх акумуляції утворюються накопичення нафти. Ці дві групи гіпотез на своє підтвердження мають ряд фактів, теоретичних і експериментальних обґрунтувань, а тому на сьогодні не розроблено загально прийнятої теорії походження нафти. Ураховуючи розмаїття і багатоваріантність природних процесів, мабуть, ці дві групи теорій мають право на існування.
Методи аналізу нафт, нафтових фракцій і нафтопродуктів. Виокремлюють декілька видів аналізу нафт і нафтових фракцій у відповідності із способами вираження їх складу:
1. Груповий аналіз вуглеводнів за типом молекул із виділенням вмісту аренів, алкенів, циклоалканів і алканів.
2. Структурно-груповий аналіз складу з визначенням середнього вмісту структурних груп як таких, що побудовані із ароматичних кілець, насичених вуглеводневих кілець і алканових ланцюгів.
3. Аналіз індивідуального складу.
4. Елементний аналіз складу нафт за кількістю вуглецю, водню, сірки, азоту, кисню і мікроелементів.

Для аналізу нафт і нафтопродуктів застосовують різні методи їх попереднього виділення і розділення як по молекулярних масах, так і по хімічному складу. Хімічні методи основані на неоднаковій реакційній здатності окремих компонентів, а фізичні (чи фізико-хімічні) — на різниці концентрацій компонентів у співіснуючих рівноважних фазах. Серед методів виділення вуглеводневих компонентів маємо методи перегонки і ректифікації (звичайної, азеотропної, екстрактивної), екстракції, абсорбції, кристалізації (звичайної, екстрактивної), адсорбційної хроматографії, термодифузії, дифузії через мембрани, утворення аддуктів та комплексів, а також деякою мірою хімічні методи. Алкани і циклоалкани виділяють методами ректифікації, адсорбції на цеолітах, карбамідної депарафінізації, мікробіологічної депарафінізації, каталітичної гідродепарафінізації, екстрактивної кристалізації, термодифузії, комплексоутворення з тіокарбамідом, а арени — методами екстракції, екстрактивної ректифікації, адсорбційної рідинної хроматографії. Сірковмісні сполуки виділяють методами екстракції, адсорбційної хроматографії, утворення солей і комплексів; азотовмісні — методами екстракції, адсорбційної хроматографії, утворення комплексів; кисневмісні — лужного виділення, оброблення різними реагентами, адсорбційної хроматографії, екстракцією, комплексоутворення; асфальтено-смолисті речовини — методами сольвентними, адсорбційними, термокаталітичними, хімічними та ін.

## Методи переробки нафти
Переробка нафти на нафтопереробних заводах включає такі основні технологічні процеси:
1. Первинна переробка нафти — знесолення нафти (видалення солей і води), первинна перегонка нафти (розділення на фракції для наступної переробки або використання як товарної продукції), вторинна перегонка отриманих фракцій, бензину (розділення на вужчі погони).
2. Термічні процеси — термічний крекінг (додаткове отримання світлих нафтопродуктів термічним розкладанням залишків від перегонки), вісбрекінг (покращення якості котельного палива), коксування (отримання нафтового коксу, виробництво додаткових кількостей світлих нафтопродуктів із важких залишків).
3. Термокаталітичні процеси — каталітичний крекінг (додаткове отримання високооктанового бензину і дизпального термічним розкладанням важких фракцій у присутності каталізатора), каталітичний риформінг (каталітичне перетворення бензинових фракцій для отримання високооктанових вуглеводнів, індивідуальних ароматичних вуглеводнів і водню), гідроочищення дистиллятів, мазутових і гудронових сірчистих залишків, гідрокрекінг (додаткове отримання світлих нафтопродуктів каталітичним розкладанням важких залишків у присутності водню).
4. Очищення світлих нафтопродуктів — сірчанокислотне і лужне очищення, демеркаптанізація (очищення від меркаптанів), каталітична деароматизація (для отримання деароматизованих реактивних палив і бензинів-розчинників).
5. Виробництво ароматичних вуглеводнів — екстрація ароматичних вуглеводнів, ізомеризація та розділення ксилолів, деалкілування ароматичних вуглеводнів, диспропорціонування і трансалкілування.
6. Виробництво олив — сірчанокислотно-лужне очищення, деасфальтизація гудрону, очищення селективними розчинниками, парними розчинниками, депарафінізація, гідрокрекінг, адсорбційне очищення, контактне і перколяційне доочищення, гідроочищення.
7. Виробництво парафінів.
8. Виробництво інших різних нафтопродуктів (бітумів, технічного вуглецю, присадок до олив тощо).

## Нафтопродукти
Із нафти на нафтопереробних заводах виробляють дуже багато нафтопродуктів, основними із яких є:
- горючі гази (нафтозаводські, скраплені);
- авіаційні та автомобільні бензини;
- паливо для реактивних двигунів;
- дизельне пальне;
- нафтове (котельне) паливо (мазут);
- нафтове паливо для газотурбінних устатковань;
- гас і лігроїн;
- розчинники;
- нафтові парафіни;
- церезини;
- нафтові бітуми;
- нафтові кокси;
- мастильні матеріали (оливи, мастила);
- присадки до олив;
- ароматичні вуглеводні (бензол, толуол, ксилоли, нафталін);
- сировина для нафтохімічного синтезу.